# Lugnare vatten
"Lugnare vatten" är en svensk sång skriven och först framförd av Kjell Höglund. Den gavs ut av honom på albumet Doktor Jekylls testamente 1979, och finns även med på Höglunds samlingsskiva Glöd (1988). Den räknas för att vara en av Höglunds mer kända sånger.
Senare under året 1979 spelade Marie Bergman in låten, på albumet Iris. I denna version tog sig låten in på Svensktoppen där den stannade nio veckor mellan den 23 september och 18 november 1979. Den nådde som bäst plats fem. Den finns också med på flera samlingsalbum av Bergman.
Även Sven-Erik Magnusson spelade 1979 in låten, på albumet Jag har vandrat mina stigar. År 1998 spelades den in av Börge Ring på albumet Så enkelt är det och år 2006 av Lasse Johansen på albumet Viser fra Sandbeck til Taube.

## Medverkande (Kjell Höglunds version)
- Thomas Almqvist – gitarr, sång
- Kjell Höglund – gitarr, sång
- Bengt Lindgren – bas, sång

## Listplaceringar (Marie Bergmans version)
| Lista (1979) | Topplacering |
| ------------ | ------------ |
| Svensktoppen | 5            |